# 고양이와 개에 관한 진실
《고양이와 개에 관한 진실》(The Truth About Cats & Dogs)은 미국에서 제작된 마이클 레만 감독의 1996년 코미디 영화이다. 우마 서먼 등이 주연으로 출연하였다. 에드몽 로스탕의 희곡 《시라노 드 베르주라크》를 현대적으로 재해석해 제작되었다.

## 출연

### 주연
- 우마 서먼
- 재닌 가로팔로
- 벤 채플린

### 조연
- 제이미 폭스
- 제임스 맥카프레이
- 리처드 코카
- 스탠리 드산티스

## 기타
- 미술: 샤론 세이모어
- 의상: 브리짓 켈리
- 배역: 데브라 제인